# Holozoa
Holozoa je velká skupina opisthokontních organismů. Zahrnuje živočichy (Metazoa) a jejich jednobuněčné příbuzné, kteří mají blíže k nim, než k houbám (Fungi). V minulosti byli její zástupci kromě živočichů sdružováni do polyfyletického kmene Choanozoa spolu s taxony Cristidiscoidea a Aphelida.

## Zařazované taxony
- živočichové (Metazoa)
- trubénky (Choanoflagellatea)
- Filasterea
- Pluriformea
- plísňovky (Ichthyosporea)